# Alfredo Ruiseco Avellaneda
Alfredo Ruiseco Avellaneda fue un político mexicano miembro del Partido Revolucionario Institucional. Cursaba la carrera de Derecho cuando participó en el Movimiento estudiantil que obtuvo la autonomía de la Universidad de Colima. Fue conferencista, catedrático e investigador de sociología y filosofía de la UNAM. Fue director y catedrático de la primera escuela secundaria en Manzanillo, Colima, de 1945 a 1947. Fue secretario general de gobierno, diputado federal en la XLV Legislatura y senador durante las XLVI y XLVII Legislaturas de México. Radicó en Manzanillo, Colima desde 1924. 